# Eva Montesdeoca
Eva Montesdeoca López (Las Palmas de Gran Canaria, 13 de agosto de 1981) es una jugadora española de baloncesto que juega en la posición de pívot en el CB Islas Canarias.  

## Palmarés con el Club Baloncesto Islas Canarias
- Campeona de la Copa Liliana Roncketti 1999
- Subcampeona de La Europa Cup 2000
- Subcampeona de Fiba Cup 2003
- 2 Copas de S.M. La Reina 1999 y 2000
- Subcampeona de Liga LF 2000
- Campeona de la Fase de Ascenso a LF2 en Cáceres 2002
- Campeona de la Fase de Ascenso a LF2 en Sevilla 2005
- Campeona del Mundo F.I.C.E.P 1997

## Palmarés con la selección española
- Bronce Europeo 2005 – Ankara (Turquía)